# Выборы губернатора Волгоградской области (2024)
Выборы губернатора Волгоградской области состоялись в Волгоградской области 6,7 и 8 сентября 2024 года в единый день голосования одновременно с выборами в Волгоградскую областную думу. Губернатор избирается сроком на 5 лет.  Победу одержал действующий губернатор Андрей Бочаров.

## Предшествующие события
Предыдущие выборы губернатора Волгоградской области прошли 8 сентября 2019 года. На них с результатом 76,80 % голосов победил Андрей Бочаров, который был назначен указом Президента России исполняющим обязанности губернатора. Срок полномочий истекает в 2024 году.

## Ход избирательной компании
В середине 2024 года должна начаться избирательная кампания по выборам губернатора области. Документы для выдвижения кандидатов должны быть представлены в Избирательную комиссию Волгоградской области. Организацией выборов губернатора будет заниматься областной избирком.
Губернатором Волгоградской области может быть избран гражданин Российской Федерации, постоянно проживающий в Российской Федерации, не имеющий гражданства (подданства) иностранного государства либо вида на жительство или иного документа, подтверждающего право на постоянное проживание гражданина Российской Федерации на территории иностранного государства, обладающий в соответствии с Конституцией Российской Федерации, федеральным законом пассивным избирательным правом и достигший возраста 30 лет.
Губернатор Волгоградской области будет избираться гражданами Российской Федерации, проживающими на территории Волгоградской области и обладающими в соответствии с федеральным законом активным избирательным правом, на основе всеобщего равного и прямого избирательного права при тайном голосовании на пять лет.
Кандидат в губернаторы обязан также представить в избирком письменное уведомление о том, что он не имеет счётов (вкладов), не хранит наличные денежные средства и ценности в иностранных банках. Все таковые счета кандидат обязан закрыть к моменту своей регистрации.

#### Выдвижение и регистрация кандидатов
В Волгоградской области кандидаты могут выдвигаться только политическими партиями, имеющими право участвовать в выборах.
Каждый кандидат при регистрации должен представить список из трёх человек, один из которых, в случае избрания кандидата, станет представителем правительства региона в Совете Федерации.

### Муниципальный фильтр
В Волгоградской области кандидаты должны собрать подписи 5 % депутатов представительных органов муниципальных образований и (или) избранных на выборах глав муниципальных образований. Среди них должны быть подписи депутатов представительных органов районов и городских округов и (или) избранных на выборах глав районов и городских округов в количестве 5 % от их общего числа. Кроме того, кандидат должен получить подписи не менее чем в трёх четвертях районов и городских округов. По расчёту избиркома, каждый кандидат должен собрать от 228 до 239 подписей депутатов всех уровней и глав муниципальных образований, из которых от 51 до 53 — депутатов представительных органов и (или) глав не менее чем 29 районов и городских округов области.

## Зарегистрированные кандидаты[5]
- Андрей Бочаров (Единая Россия), нынешний губернатор Волгоградской области. (2014—н. в.)
- Алексей Васютенко (Справедливая Россия — За правду), заместитель председателя комитета по жилищно-коммунальному, дорожному хозяйству и транспорту городской думы Волгограда.
- Олег Дмитриев (КПРФ), сотрудник аппарата областной думы.
- Евгений Андреевич Кареликов (Российская партия пенсионеров за социальную справедливость), председатель комитета Волгоградской областной Думы по труду, социальной политике, вопросам семьи и делам ветеранов.

## Ключевые даты
- 5 июня — Волгоградская областная дума назначила выборы на 8 сентября 2019 года (единый день голосования)[6]
- 6 июня — опубликован расчёт числа подписей депутатов, необходимых для регистрации кандидата[7]
- 6 июня — постановление о назначении выборов было опубликовано[8]
- с 11 июня по 5 июля — период выдвижения кандидатов.
  - агитационный период начинается со дня выдвижения кандидата и прекращается за одни сутки до дня голосования.